# Франц Мерінг
Франц Мерінг (нім. Franz Mehring, 27 лютого 1846, Шлаве, Померанія — (28) 29 січня 1919, Берлін, Німеччина) — німецький філософ, історик, публіцист і політик. Він вважається одним з провідних марксистських істориків.

## Життєпис
Франц Мерінг народився в сім'ї відставного військового і високопоставленого податкового чиновника. Франц відвідував гімназію в Грайфенберзі й у 1866—1870 роках вивчав класичну філологію у Лейпцигу та Берліні.
Спочатку Мерінг дотримувався ліберально-демократичних поглядів. З 1870 року він працював на різні щоденні і щотижневі газети і багато років писав передовиці для тижневика «Новий час» (нім. Die Neue Zeit). У 1868 році для продовження навчання Мерінг переїхав до Берліна і там працював у редакції демократичної газети «Майбутнє» (нім. Die Zukunft). У 1882 році в Лейпцигу Мерінгу було присвоєно ступінь доктора філологічних наук.
Вперше Мерінг познайомився з Августом Бебелем і Вільгельмом Лібкнехтом ще в 1867 році, і це знайомство спочатку не мало особливого впливу на його політичні погляди. Під враженням від війни з Францією Мерінг все більш віддалявся від демократів і зблизився з націонал-ліберальним табором. Однак пізніше він знову повернувся на соціал-демократичні позиції. У 1871—1874 роках Мерінг був парламентським кореспондентом при «Ольденбурзькою кореспондентському бюро» (нім. Oldenberg'sche Korrespondenzbüro) і висвітлював діяльність рейхстагу і ландтагу.
Періодично Мерінг виступав на підтримку робітничого руху, його погляди спочатку були близькі до Фердинанда Лассаля. У 1880 році Мерінг впритул зайнявся вивченням праць Карла Маркса, які справили на нього сильне враження. Критика антисоціалістичних законів і переконаність в тому, що соціальне законодавство, прийняте при Бісмарку, не може докорінно вирішити соціальні проблеми, призвели до нового зближення Мерінга з соціал-демократами. Так в 1884 році Мерінг стає співробітником, а з 1889 році — головним редактором ліберальної берлінської газети «Фолькс-Цайтунг» (нім. Volks-Zeitung), рупора найрішучіших противників антисоціалістичних законів в буржуазному середовищі. У цей час у Мерінга складаються дружні відносини з Бебелем і Лібкнехтом. Розрив з ліберально-демократичною пресою відбувається в 1890 році з особистих причин.
У 1891 році Мерінг вступив у СДПН. Надалі він працював на кілька соціал-демократичних періодичних видань. У 1891—1913 роках Мерінг писав статті для «Нового часу», яке на той момент було найбільшим виданням німецьких соціал-демократів з теоретичних питань. У 1902—1907 роки Меринг працював головним редактором соціал-демократичної «Лейпцизької народної газети» (нім. Leipziger Volkszeitung). Крім публіцистичної діяльності Меринг викладав в центральній партійній школі СДПН.
На внутрішньопартійних дебатах, що проходили до початку Першої світової війни, де Едуард Бернштейн і новий голова партії Фрідріх Еберт виступили на ревізіоністських позиціях, орієнтованих на шлях реформування, в той час як Франц Мерінг, як і Карл Лібкнехт, відстоював традиційні уявлення про класову боротьбу. Незважаючи на своє буржуазне походження і пізнє звернення до ідей робітничого руху, Меринг знаходився в рядах найрішучіших захисників революційних ідей марксизму.
Під час Першої світової війни Мерінг дистанціювався від соціал-демократів, дотримуючись політики відмови від класової боротьби на час ведення військових дій. Це призвело до розколу в партії. Разом з Карлом Лібкнехта та Розою Люксембург Франц Мерінг став одним з лідерів заснованого в 1916 році «Союзу Спартака». У 1915 році Мерінг став співвидавцем газети «Інтернаціонал» (нім. Die Internationale). У 1917 році «Союз Спартака» увійшов як фракції в НСДПН, яка виступала за негайне припинення війни. Після Листопадової революції політична обстановка в Німеччині знову змінилася, і НСДПН розпалася. Мерінг залишився в рядах «Союзу Спартака» і активно брав участь в кінці 1918 року в підготовці установчого з'їзду Комуністичної партії Німеччини.
Морально пригнічений вбивством своєї подруги і соратника Рози Люксембург 15 січня о ході революції, він сам захворів і помер 29 січня. Могила Франца Мерінга знаходиться на берлінському центральному кладовищі Фрідріхсфельде.